# ルベン・バラハ
ルベン・バラハ・ベガス（Rubén Baraja Vegas, 1975年7月11日 - ）は、スペイン・カスティーリャ・レオン州・バリャドリッド出身の元サッカー選手、現サッカー指導者。スペイン代表であった。ポジションはMF。優れたタックルの技術、精度の高いパス、得点能力などを兼ね備えたセントラル・ミッドフィールダーであった。
実弟のDFハビエル・バラハもルベン同様にレアル・バリャドリードの下部組織出身で、選手生活のほとんどをレアル・バリャドリードで過ごしている。

## 選手経歴

### クラブ
カスティーリャ・レオン州・バリャドリッドに生まれ、地元のレアル・バリャドリードの下部組織に入団して1993年にトップチームデビューした。1996年にアトレティコ・マドリードに移籍し、2シーズン半をアトレティコ・マドリードBで過ごした後、1999年2月7日のUDサラマンカ戦でトップチームで初出場した。1998-99シーズンもBチームでプレーすることが多かったが、セグンダ・ディビシオン（2部）に属していたアトレティコ・マドリードBで11得点を挙げた。
1999-2000シーズン終了後にアトレティコ・マドリードのトップチームがセグンダ・ディビシオンに降格したため、2000年夏に移籍金2000万ペセタで前年度UEFAチャンピオンズリーグファイナリストのバレンシアCFに移籍した。バレンシアCFはMFジェラール・ロペスとMFフランシスコ・ファリノスを放出して新たな中盤の選手を探しており、エクトル・クーペル監督などに重用されて数々のタイトル獲得に貢献した。
2000-01シーズンはキープレーヤーのひとりとしてUEFAチャンピオンズリーグの上位進出に貢献し、決勝でバイエルン・ミュンヘンにPK戦の末に敗れたものの、準優勝を果たした。2001-02シーズンは怪我の影響で出遅れたものの、17試合だけの出場で7得点（チーム内得点王）し、31年ぶりのリーグ優勝に貢献した。2003-04シーズンも8得点を挙げてチームをリーグ優勝に導くとともに、UEFAカップでは決勝でオリンピック・マルセイユを2-0で破って2冠を達成した。2006-07シーズンと2007-08シーズンはフィジカル面の問題に苦しみ、出場試合数が減少した。2009-10シーズンは18試合に出場したが、フル出場したのは2試合だけに終わった。2010年5月16日、CDテネリフェ戦がバレンシアCFのユニフォームを着て臨んだ最後の試合となり、89分に途中交代した際にはエスタディオ・デ・メスタージャの観客からスタンディング・オベーションが贈られた。15シーズンでリーグ戦338試合に出場して47得点を挙げた。2010年夏にバレンシアCFとの契約が満了し、その後すぐに現役引退が発表された。

### 代表
2000年10月7日、2002 FIFAワールドカップ・ヨーロッパ予選のイスラエル戦 (2-0) でスペイン代表デビューした。2001年4月に行われた日本との国際親善試合では、終了間際に決勝点を記録している。2002 FIFAワールドカップ本大会にも招集され、準々決勝まで駒を進めたが、PK戦の末に韓国に敗れた。2004年に出場したUEFA EURO 2004ではポルトガルやギリシャと同組となったグループリーグで敗退した。2006年の2006 FIFAワールドカップ出場メンバーからは漏れた。

## 指導者経歴
2011年6月、グレゴリオ・マンサーノのアトレティコ・マドリード監督就任に伴い、アトレティコのアシスタントコーチに就任した。
2015年7月12日、2部への降格処分となったエルチェCFの監督に就任することが発表された。
2016年11月8日、ラーヨ・バジェカーノの監督に就任した。
2017年12月12日、スポルティング・デ・ヒホンの監督に就任した。
2019年12月、CDテネリフェの監督に就任した。
2020年8月20日、レアル・サラゴサの監督に就任した。
2023年2月14日、バレンシアCFの監督に就任した。

## 個人成績
| クラブ                    | シーズン | リーグ                  | リーグ | リーグ | カップ | カップ | 国際大会 | 国際大会 | その他 | その他 | 通算 | 通算 |
| クラブ                    | シーズン | ディビジョン            | 出場   | 得点   | 出場   | 得点   | 出場     | 得点     | 出場   | 得点   | 出場 | 得点 |
| ------------------------- | -------- | ----------------------- | ------ | ------ | ------ | ------ | -------- | -------- | ------ | ------ | ---- | ---- |
| バジャドリードB           | 1993-94  | セグンダ・ディビシオンB | 20     | 8      | —      | —      | —        | —        | —      | —      | 20   | 8    |
| バジャドリードB           | 1994-95  | セグンダ・ディビシオンB | 26     | 3      | —      | —      | —        | —        | —      | —      | 26   | 3    |
| バジャドリードB           | 通算     | 通算                    | 46     | 11     | —      | —      | —        | —        | —      | —      | 46   | 11   |
| バリャドリード            | 1993-94  | プリメーラ              | 5      | 1      | —      | —      | —        | —        | —      | —      | 5    | 1    |
| バリャドリード            | 1994-95  | プリメーラ              | 9      | 0      | —      | —      | —        | —        | —      | —      | 9    | 0    |
| バリャドリード            | 1995-96  | プリメーラ              | 27     | 1      | —      | —      | —        | —        | —      | —      | 27   | 1    |
| バリャドリード            | 通算     | 通算                    | 41     | 2      | —      | —      | —        | —        | —      | —      | 41   | 2    |
| アトレティコ・マドリードB | 1996-97  | セグンダ・ディビシオン  | 22     | 1      | —      | —      | —        | —        | —      | —      | 22   | 1    |
| アトレティコ・マドリードB | 1997-98  | セグンダ・ディビシオン  | 32     | 8      | —      | —      | —        | —        | —      | —      | 32   | 8    |
| アトレティコ・マドリードB | 1998-99  | セグンダ・ディビシオン  | 25     | 11     | —      | —      | —        | —        | —      | —      | 25   | 11   |
| アトレティコ・マドリードB | 通算     | 通算                    | 79     | 20     | —      | —      | —        | —        | —      | —      | 79   | 20   |
| アトレティコ・マドリード  | 1998-99  | プリメーラ              | 8      | 1      | 4      | 0      | 2        | 0        | —      | —      | 14   | 1    |
| アトレティコ・マドリード  | 1999-00  | プリメーラ              | 26     | 3      | 5      | 2      | 6        | 2        | —      | —      | 37   | 7    |
| アトレティコ・マドリード  | 通算     | 通算                    | 34     | 4      | 9      | 2      | 8        | 2        | —      | —      | 51   | 8    |
| バレンシア                | 2000-01  | プリメーラ              | 35     | 4      | 2      | 1      | 15       | 2        | —      | —      | 52   | 7    |
| バレンシア                | 2001-02  | プリメーラ              | 17     | 7      | —      | —      | 1        | 0        | —      | —      | 18   | 7    |
| バレンシア                | 2002-03  | プリメーラ              | 35     | 5      | 1      | 0      | 12       | 4        | 2      | 0      | 50   | 9    |
| バレンシア                | 2003-04  | プリメーラ              | 35     | 8      | 6      | 2      | 11       | 2        | —      | —      | 52   | 12   |
| バレンシア                | 2004-05  | プリメーラ              | 25     | 7      | 2      | 0      | 8        | 1        | 3      | 1      | 38   | 9    |
| バレンシア                | 2005-06  | プリメーラ              | 31     | 4      | 2      | 0      | 1        | 0        | —      | —      | 34   | 4    |
| バレンシア                | 2006-07  | プリメーラ              | 14     | 1      | 1      | 0      | 3        | 0        | —      | —      | 18   | 1    |
| バレンシア                | 2007-08  | プリメーラ              | 25     | 2      | 8      | 1      | 3        | 0        | —      | —      | 36   | 3    |
| バレンシア                | 2008-09  | プリメーラ              | 28     | 3      | 4      | 1      | 4        | 1        | 2      | 0      | 38   | 5    |
| バレンシア                | 2009-10  | プリメーラ              | 18     | 0      | 2      | 0      | 8        | 0        | —      | —      | 28   | 0    |
| バレンシア                | 通算     | 通算                    | 263    | 41     | 28     | 5      | 66       | 10       | 7      | 1      | 364  | 57   |
| 総通算                    | 総通算   | 総通算                  | 463    | 78     | 37     | 7      | 74       | 12       | 7      | 1      | 581  | 98   |

## 代表歴

### 出場大会
- スペイン代表
  - 2002 FIFAワールドカップ

### 試合数
- 国際Aマッチ 43試合 7得点（2000年-2005年）[10]

| スペイン代表 | 国際Aマッチ | 国際Aマッチ |
| 年           | 出場        | 得点        |
| ------------ | ----------- | ----------- |
| 2000         | 3           | 1           |
| 2001         | 5           | 1           |
| 2002         | 10          | 3           |
| 2003         | 10          | 0           |
| 2004         | 12          | 2           |
| 2005         | 3           | 0           |
| 通算         | 43          | 7           |

## 監督成績
2020年8月20日現在
| クラブ                     | 就任           | 退任           | 記録 | 記録 | 記録 | 記録 | 記録 | 記録 | 記録 | 記録   |
| クラブ                     | 就任           | 退任           | 試合 | 勝   | 分   | 負   | 得   | 失   | 差   | 勝率 % |
| -------------------------- | -------------- | -------------- | ---- | ---- | ---- | ---- | ---- | ---- | ---- | ------ |
| バレンシアCF・メスタージャ | 2013年12月15日 | 2013年12月22日 | 1    | 1    | 0    | 0    | 2    | 1    | +1   | 100.00 |
| エルチェCF                 | 2015年7月12日  | 2016年6月6日   | 43   | 13   | 19   | 11   | 43   | 49   | −6   | 030.23 |
| ラーヨ・バジェカーノ       | 2016年11月8日  | 2017年2月20日  | 13   | 3    | 4    | 6    | 12   | 14   | −2   | 023.08 |
| スポルティング・デ・ヒホン | 2017年12月12日 | 2018年11月18日 | 43   | 20   | 9    | 14   | 59   | 42   | +17  | 046.51 |
| CDテネリフェ               | 2019年12月2日  | 2020年7月20日  | 28   | 12   | 9    | 7    | 38   | 27   | +11  | 042.86 |
| レアル・サラゴサ           | 2020年8月20日  | 2020年11月9日  | 10   | 2    | 4    | 4    | 9    | 9    | +0   | 020.00 |
| 合計                       | 合計           | 合計           | 138  | 51   | 45   | 42   | 163  | 142  | +21  | 036.96 |

## タイトル
バレンシアCF
- リーガ・エスパニョーラ (2) : 2001-02, 2003-04
- UEFAカップ (1) : 2003-04
- UEFAスーパーカップ (1) : 2004
- コパ・デル・レイ (1) : 2007-08